# Dagui Muzhe
Dagui Muzhe (chiń. upr. 大沩慕哲; chiń. trad. 大溈慕哲; pinyin Dàguī Mùzhé; kor. 대?모철 Tae? Moch'ŏl; jap. Dai’i Botetsu; wiet. Đại Qui Mộ Triết, zm. 1132) – chiński mistrz chan szkoły linji. Znany także jako Guishan.

## Życiorys
Pochodził Linchuan w Fuzhou.
Mnich zapytał mistrza Daguia: „Co znaczy ‘cyprys w ogrodzie’ Zhaozhou?”
Dagui odparł: „Samotny gość, już zmarznięty, czuł przenikające odczucie nocnego wiatru”.
Mnich powiedział: „Mój poprzedni nauczyciel nie mówił w ten sposób. Co masz na myśli?”
Dagui powiedział: „Pielgrzym w końcu poznał cierpienie”.
Mnich odparł: „Dziesięć lat w czerwonym kurzu, ale dzisiaj ujawnione zostało to samotne ciało”.
Dagui powiedział: „Mróz na wierzchu śniegu”.
Innym razem jakiś mnich spytał:
„Czym jest budda w mieście?”
Dagui odparł: „W dziesięciotysięcznym tłumie nie pozostawianie śladów”.
Mnich spytał: „Czym jest budda w wiosce?”
Dagui odparł: „Zabłoconą świnią. Nędznym psem”.
Mnich spytał: „Czym jest budda w górach”.
Dagui odparł: „Zatrzymuje przychodzenie i odchodzenie ludzi”.
Pewnego razu Dagui powiedział do mnichów:
„Chwytanie pustych kształtów, gonienie echa – to zajmuje waszego ducha. Obudźcie się z waszego snu a sen zniknął. Zatem jaka inna sprawa pozostała? Stary Deshan jest na waszych brwiach i powiekach, czy wszyscy go czujecie? Jeśli doświadczyliście tego, to wtedy przebudziliście się z waszego snu i ten sen zniknął. Jeśli nie doświadczyliście tego, to wtedy chwytacie puste kształty i gonicie echo. I tak będzie bez końca”.
W 1132 r. Dagui, chociaż zupełnie zdrowy, wyrecytował ten wiersz:
| Zeszłej nocy trzy razy, Nagły wiatr i grzmot, Chmury rozstąpiły się i została szeroka przestrzeń. Księżyc siedział za rzeką. |

Po wypowiedzeniu wiersza posiedział chwilę, następnie nagle pożegnał mnichów i zmarł.

## Linia przekazu Dharmy zen
Pierwsza liczba oznacza kolejność pokoleń od Pierwszego Patriarchy chan w Indiach Mahakaśjapy.
Druga liczba oznacza kolejność pokoleń od Pierwszego Patriarchy chan w Chinach Bodhidharmy.
- 38/11. Linji Yixuan (zm. 867) szkoła linji
  - 39/12. Xinghua Cunjiang (830–925)
    - 40/13. Nanyuan Huiyong (Paiying) (860–930)
      - 41/14. Fengxue Yanzhao (896–973)
        - 42/15. Shoushan Xingnian (926–993)
          - 43/16. Fenyang Shanzhao (947–1024)
            - 44/17. Shishuang Chuyuan (Ciming Chuyuan) (986–1039)
              - 45/18. Cuiyan Kezhen (zm. 1064)
                - 46/19. Dagui Muche (zm. 1132)

              - 45/18. Dezhang (bd)
              - 45/18. Yangqi Fanghui (992–1049) frakcja yangqi
              - 45/18. Huanglong Huinan (1002–1069) frakcja huanglong
                - 46/19. Xuefeng Daoyuan (bd)
                - 46/19. Yungai Shouzhi (1025–1115)
                - 46/19. Yun’an Kewen (1025–1102) (także Baofeng, Letan i Zhenjing)
                  - 47/20. Juefan Huihong (1071–1128)
                  - 47/20. Doushuai Congyue (1044–1091)